# Martin Grassl
Martin Johannes Grassl (* 21. Januar 1958) ist ein deutscher Filmkomponist und Arrangeur. Bekannt ist er für seine Arbeit für Künstler wie Al Bano & Romina Power, Lena Valaites, Taco, Hans Hartz, Fancy, G.G. Anderson und als Filmkomponist für verschiedene Filme, Dokumentationen und Serien wie Marienhof, Tatort oder SOKO Kitzbühel.

## Leben
Martin Grassl besuchte das Pestalozzi-Gymnasium München (Musisches Gymnasium) und erhielt 1978 sein Abitur. Laut eigenen Angaben gründete der Musiker in diesem Alter erste Bands und komponierte eigene Lieder.
Grassl studierte ab 1979 Musik an der Ludwig-Maximilians-Universität München und ab 1980 an der Hochschule für Musik und Theater München.  Er legte 1984 sein Staatsexamen ab.

### Arrangeur
Laut eigenen Angaben hatte Martin Grassl mit 21 Jahren erste Studioauftritte für Filmkompositionen von Stefan Melbinger und arbeitete hier als Arrangeur und Musiker.
In den folgenden Jahren arrangierte er die Chart-Hits Sempre Sempre von Al Bano & Romina Power und Lady of Ice von Fancy. Weiterhin arbeitete er für unterschiedliche deutsche Künstler, wie Hans Hartz, G.G. Anderson, Lena Valaitis und Klaus Densow in Zusammenarbeit mit den Produzenten Ekkehard Stein und Anthony Monn.

### Filmkomponist
Seit 1989 arbeitet er als Filmkomponist mit den persönlich definierten Schwerpunkten Spielfilme, Dokumentationen und Serien. Zunächst arbeitete er als Assistent von Enjott Schneider, aus dieser Zusammenarbeit gingen unter anderem Werke wie Stalingrad oder Charlie und Louise – das doppelte Lottchen hervor, anschließend machte er sich selbstständig. Er arbeitete für verschiedene deutsche und österreichische Medienhäuser wie ZDF, Sat.1, RTL, ARD, SWR, ORF oder den BR.
Bekannte Projekte sind verschiedene Tatorte, 859 Folgen der Serie Marienhof, 114 Folgen Soko Kitzbühel oder der Film Höllische Nachbarn – Chaos im Hotel.

### Lehrer
Martin Grassl war zwischen 1993 und 1995 Dozent für Musikelektronik und Vertonung an der Hochschule für Musik und Theater, München. Seit 1982 unterrichtet er als Lehrer für Big Band & Violine am Gymnasium München-Moosach.

## Filmografie (Auswahl)

### Filme
- 1992: Moritz
- 1993: Stalingrad[11]
- 1994: Charlie & Louise – das doppelte Lottchen[18]
- 1994: Das Baby der schwangeren Toten[19]
- 1995: Der Räuber mit der sanften Hand[20]
- 1997: Dein Tod ist die gerechte Strafe
- 1998: Du hast mir meine Familie geraubt
- 1998: Höllische Nachbarn
- 1999: Der Träumer und das wilde Mädchen – Hetzjagd durch Deutschland
- 2000: Höllische Nachbarn – Chaos im Hotel
- 2001: Wir bleiben zusammen
- 2002: Tatort – Wolf im Schafspelz
- 2002: Flitterwochen im Treppenhaus
- 2002: Liebe ist ein Roman
- 2004: Ich will laufen! Der Fall Dieter Baumann
- 2005: Ein ganz normales Paar
- 2005: Tatort – Die Spieler
- 2006: Tatort – Bienzle und der Tod im Weinberg
- 2009: Am Kap der Liebe – Unter der Sonne Uruguays
- 2012: Ein Drilling kommt selten allein
- 2013: Utta Danella: Wer küsst den Doc

### Serien
- 1994–1998: Marienhof (Fernsehserie, 859 Folgen)

- 2001: Sommer und Bolten: Gute Ärzte, keine Engel (Fernsehserie, 13 Folgen)
- 2002–2013: SOKO Kitzbühel (Fernsehserie, 114 Folgen)
- 2017: Tatorte der Reformation (Fernsehserie, 8 Folgen)